# Valentin Filatyev
Valentin Ignatyevich Filatyev (21 de janeiro de 1930 – 15 de setembro de 1990) era um cosmonauta da União Soviética que foi despedido do programa espacial soviético por razões disciplinares sem nunca ter realizado um voo espacial.

## História
Valentin Filatyev nasceu em 21 de janeiro de 1930, numa vila agrícola em Ishimsk, distrito de Tyumen, porção ocidental da Sibéria, na altura dos Montes Urais. Era o terceiro filho de um total de cinco, sendo três meninos e duas meninas. Completou sua educação básica em Shablyninsky, mas sua infância seria grandemente afetada pela Segunda Guerra Mundial, assim como a de praticamente todas as crianças soviéticas. Seu pai, Ignatius, e seu irmão mais velho, morreram durante a luta contra o exército nazista, que invadira seu país. Um segundo irmão passaria anos recuperando-se de graves ferimentos decorrentes do conflito. O jovem Valentin era um garoto tímido, introspectivo, mas inteligente, com predileção por basquete e por caminhadas pelas florestas para coletar espécimes de fungos. Em 1945 conseguiu completar os estudos secundários. Em 1951, aos 21 anos de idade, formou-se em pedagogia pela Universidade Estadual de Ishimsk. Após diplomar-se, Filatyev ingressou na Força Aérea Soviética, formando-se em uma escola para pilotos militares em Stalingrado. Em 1955 formou-se como piloto de combate, tendo voado em diferentes tipos de aeronaves. Em novembro de 1956 foi um dos pilotos soviéticos que bombardearam Budapeste, a capital da Hungria, como parte de uma ofensiva soviética em resposta ao primeiro-ministro Imre Nagy, considerado anti-soviético, e que procurou retirar seu país do Pacto de Varsóvia e prometera a seu povo independência e liberdade política. Em dezembro de 1957 Filatyev galgou o posto de tenente sênior. No dia seguinte, 13 de dezembro, ele foi nomeado chefe do grupamento de pilotos no qual atuava. Por esta época serviu na mesma unidade que dois pilotos que seriam seus futuros colegas cosmonautas: Valentin Varlamov e Mars Rafikov. Filatyev casou-se, na mesma época, com Larissa, sua primeira esposa. Tornou-se ainda instrutor de paraquedismo, completando mais de 250 saltos. Aos 30 anos de idade foi selecionado como um dos membros da primeira turma de cosmonautas da União Soviética. O programa espacial soviético vivia dias de glória, pois em 12 de abril de 1961 um soviético (Iuri Gagarin) tornou-se o primeiro homem no espaço, realizando um voo orbital de mais de uma hora. Gherman Titov, outro cosmonauta soviético, pouco depois, tornou-se o primeiro homem a permanecer mais de 24 horas no espaço. Outros dois soviéticos, Andrian Nikolayev e Pavel Popovich, realizaram o primeiro voo espacial de duas naves simultaneamente em órbita. Naquela época, as missões espaciais soviéticas chamavam a atenção do mundo e os cosmonautas que as realizavam eram rapidamente aclamados como heróis nacionais. Aqueles que ainda não tinham voado ao espaço podiam dar-se ao luxo de nutrir esperanças de realizar importantes missões espaciais e atingir grande notoriedade.
Contudo, em 27 de março de 1963, algo aconteceu que teria um efeito dramático e negativo sobre a vida de Filatyev. Ele, juntamente com os colegas Grigori Nelyubov e Ivan Anikeyev, após uma longa noite de diversão, voltavam a pé para o centro de treinamento, bêbados. Em dado momento atiraram garrafas vazias na direção de um restaurante, chamando a atenção de passantes que chamaram a polícia. Uma patrulha interceptou os três cosmonautas e pediu-lhes documentos. Isso irritou Nelyubov, que passou a ofender os policiais. Os policias pediram que os três se desculpassem. Anikeyev e Filatyev desculparam-se, mas Nelyubov continuou a lançar impropérios e provocações sobre os guardas, que os levaram detidos. Isso ocasionou uma situação delicada e, para servir de exemplo aos demais cosmonautas, bem como para evitar que a imagem do programa espacial soviético saísse manchada, Ivan Anikeyev, Valentin Filatyev e Grigori Nelyubov foram demitidos após mais alguns dias. Os três voltaram então a ocupar cargos dentro da Força Aérea Soviética (Nelyubov, entretanto, mergulharia em depressão, vindo a morrer em 1966). Filatyev voltou a atuar como piloto de caça. Em 29 de novembro de 1969 retirou-se do serviço ativo, após chegar ao posto de major. Foi então empregado no setor industrial como desenhista do instituto Gipropribor, na cidade russa de Orel, mantendo-se neste cargo até 1977. Após esta data passou a atuar como professor civil. Aposentou-se em 1987. Em 15 de setembro de 1990, aos 59 anos de idade, ainda na cidade de Orel, Filatyev morreu, de causas naturais.

## Ver Também
- Valentin Bondarenko

- Grigori Nelyubov

- Ivan Anikeyev

- Programa espacial soviético

- Vostok

## Ligações Externas
- BURGESS, Collin; HALL, Rex. ‘’’The First Soviet Cosmonaut Team:’’’ Their Lives, Legacy And Historical Impact. Chichester, UK: Springer/Praxis, 2009.

- BECKER & JANSSEN. ‘’’Cosmonauts’’’. Disponível em: http://www.spacefacts.de/english/bio_cosm.htm. Acesso em: 19 de outubro de 2010.

- HALL, Rex D.; SHAYLER, David J.; VIS, Bert. ‘’’Russia’s Cosmonauts’’’: Inside The Yuri Gagarin Training Center. Chichester, UK: Springer/Praxis, 2005.

- HARVEY, Brian. Soviet And Russian Lunar Exploration. Chichester, UK: Springer/Praxis, 2007a.

- ____________. The Rebirth Of The Russian Space Program: 50 Years After Sputnik, New Frontiers. Chichester, UK: Springer/Praxis, 2007b.